# Simití
Simití est une municipalité située dans le département de Bolívar, en Colombie.